# Choire Sicha
Choire Sicha (nacido el 19 de noviembre de 1971) es un escritor y bloguero estadounidense. En septiembre de 2017, se convirtió en editor de la sección de estilo de The New York Times. Anteriormente, se desempeñó como director de plataformas sociales de Vox Media, coeditor en Gawker y cofundador de The Awl.

## Carrera profesional
Sicha comenzó su carrera como escritor como editor de Gawker, The New York Observer y Radar Online. Lanzó The Awl en abril de 2009, con Alex Balk y David Cho, en su apartamento de East Village, después de que la revista Radar se cerrara. El sitio web, descrito por GQ como un «grupo irreverente y polivalente de medios/cultura/política/artículos de pensamiento/videos de osos», tenía su sede en el centro de Brooklyn. Sicha publicó su primer libro, Very Recent History: An Entirely Factual Account of a Year (c. AD 2009) in a Large City en 2013.
En febrero de 2016, Vox Media contrató a Sicha como su director de plataformas asociadas para supervisar el enfoque de la compañía de medios hacia plataformas como Instant Articles de Facebook, la función Discover de Snapchat y la iniciativa de Accelerated Mobile Pages de Google.
Sicha se convirtió en la editora de la sección de estilos de The New York Times en septiembre de 2017.